# 木村清助
木村 清助（きむら せいすけ、生没年不詳）とは明治時代の東京の地本問屋。

## 来歴
明治10年（1877年）には東京府神田区神田通新石町8丁目、また明治17年（1884年）には神田通新石町9丁目において地本問屋を営業している。楊洲周延、歌川芳虎、3代目歌川広重の錦絵を出版している。

## 作品
- 楊洲周延 「皇太后宮還御図」 大判3枚続 明治10年
- 楊洲周延 「鹿児島珍聞 明治10年10月6日」 大判 明治10年
- 楊洲周延 「鹿児島戦争一覧図絵」 大判3枚続 明治10年
- 歌川芳虎 「鹿児島の女軍隊の図」 大判3枚続 明治10年
- 3代目歌川広重 「東京名所浅草釣橋鉄道馬車往復之図」 大判3枚続 明治17年